# Шалл-Серкл
Шалл-Серкл (англ. Schall Circle) — статистически обособленная местность, расположенная в округе Палм-Бич (штат Флорида, США) с населением в 965 человек по статистическим данным переписи 2000 года.

## География
По данным Бюро переписи населения США статистически обособленная местность Шалл-Серкл имеет общую площадь в 0,78 квадратных километров, водных ресурсов в черте населённого пункта не имеется.
Статистически обособленная местность Шалл-Серкл расположена на высоте 4 м над уровнем моря.

## Демография
По данным переписи населения 2000 года в Шалл-Серкл проживало 965 человек, 237 семей, насчитывалось 385 домашних хозяйств и 443 жилых дома. Средняя плотность населения составляла около 1237,18 человек на один квадратный километр. Расовый состав населённого пункта распределился следующим образом: 64,46 % белых, 27,36 % — чёрных или афроамериканцев, 0,52 % — коренных американцев, 1,04 % — азиатов, 3,83 % — представителей смешанных рас, 2,80 % — других народностей. Испаноговорящие составили 13,89 % от всех жителей статистически обособленной местности.
Из 385 домашних хозяйств в 37,1 % воспитывали детей в возрасте до 18 лет, 30,6 % представляли собой совместно проживающие супружеские пары, в 24,2 % семей женщины проживали без мужей, 38,4 % не имели семей. 30,1 % от общего числа семей на момент переписи жили самостоятельно, при этом 8,3 % составили одинокие пожилые люди в возрасте 65 лет и старше. Средний размер домашнего хозяйства составил 2,51 человек, а средний размер семьи — 3,14 человек.
Население статистически обособленной местности по возрастному диапазону по данным переписи 2000 года распределилось следующим образом: 29,8 % — жители младше 18 лет, 10,8 % — между 18 и 24 годами, 31,3 % — от 25 до 44 лет, 18,9 % — от 45 до 64 лет и 9,2 % — в возрасте 65 лет и старше. Средний возраст жителей составил 31 год. На каждые 100 женщин в Шалл-Серкл приходилось 91,8 мужчин, при этом на каждые сто женщин 18 лет и старше приходилось 92,9 мужчин также старше 18 лет.
Средний доход на одно домашнее хозяйство статистически обособленной местности составил 20 476 долларов США, а средний доход на одну семью — 21 607 долларов. При этом мужчины имели средний доход в 22 578 долларов США в год против 17 333 доллара среднегодового дохода у женщин. Доход на душу населения статистически обособленной местности составил 20 476 долларов в год. 28,4 % от всего числа семей в населённом пункте и 33,0 % от всей численности населения находилось на момент переписи населения за чертой бедности, при этом 49,8 % из них были моложе 18 лет и 46,7 % — в возрасте 65 лет и старше.